# Bullock County
Das Bullock County ist ein County im Bundesstaat Alabama der Vereinigten Staaten. Laut Zensus 2010 betrug die Einwohnerzahl 10.914. Der Verwaltungssitz (County Seat) ist Union Springs.

## Geographie
Das County liegt im Südosten von Alabama, ist im Osten etwa 50 km von Georgia, im Süden etwa 90 km vom US-Bundesstaat Florida entfernt und hat eine Fläche von 1621 Quadratkilometern, wovon drei Quadratkilometer Wasserfläche sind. Es grenzt im Uhrzeigersinn an folgende Countys: Macon County, Russell County, Barbour County, Pike County und Montgomery County.

## Geschichte
Die Gegend war wie der größte Teil des südöstlichen Alabamas ursprünglich die Heimat der Muskogee. Nach der Niederlage im Creek-Krieg mussten sie im Vertrag von Fort Jackson von August 1814 Land an die Vereinigten Staaten abtreten. Nach dem Eintritt Alabamas als Bundesstaat in die amerikanische Union im Jahr 1819 und der Deportation der Creek aus ihren Siedlungsgebieten auf dem Pfad der Tränen in den 1830er Jahren, strömten weiße Siedler in das County. Dank des fruchtbaren Bodens war die Gegend besonders gut für den Baumwollanbau geeignet, so dass die Region eine der wohlhabendsten Alabamas wurde. Vor dem Sezessionskrieg waren wegen der ausgeprägten Plantagenwirtschaft 70 % der Bevölkerung Sklaven. Durch die Emanzipation der Afroamerikaner und die Reconstruction ging die landwirtschaftliche Produktion stark zurück. Hinzu kamen die Verheerungen durch den Baumwollkapselkäfer, so dass Bullock County einen großen Teil seines Wohlstands verlor. Bullock County wurde am 5. Dezember 1866 auf Beschluss der State Legislature aus Teilen des Barbour, Macon, Montgomery und Pike Countys gebildet. Benannt wurde es nach Edward C. Bullock (1825–1861), einem Oberst in der Konföderierten Armee und Abgeordneten im Senat von Alabama. Er starb 1861 in Mobile an Typhus. Im frühen 20. Jahrhundert entstanden in Union Springs einige Baumwollspinnereien und in den 1920er Jahren wurden einige ertragreiche Baumwollfelder in eine Wettkampfstätte für Vorstehhunde umgewandelt, deren größte die Unternehmerfamilie der Maytags betrieb.

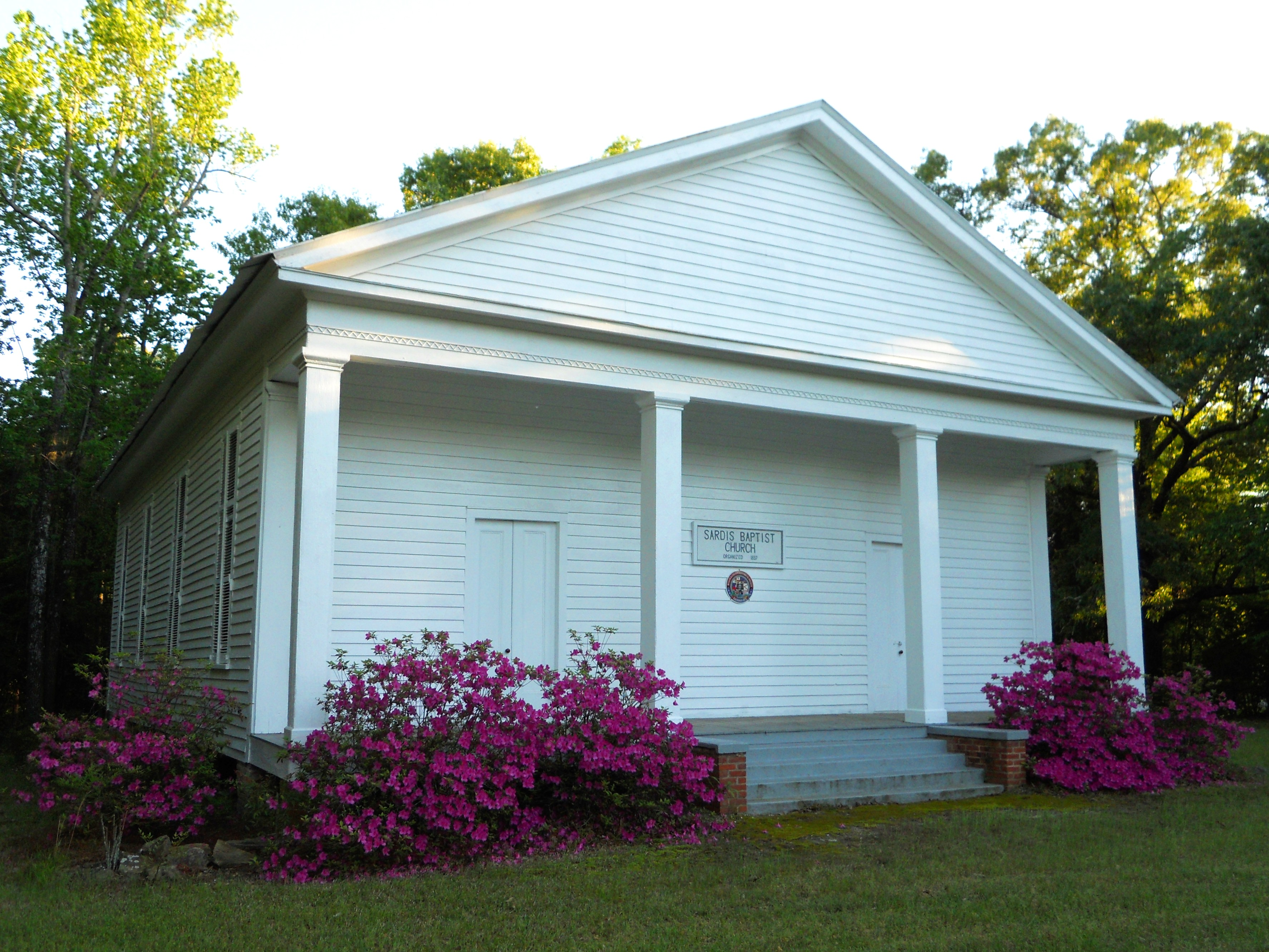
Die Sardis Baptist Church (2011) ist seit November 2001 im NRHP verzeichnet.

Vier Bauwerke und Stätten im County sind im National Register of Historic Places (NRHP) eingetragen (Stand 30. März 2020), darunter der Bullock County Courthouse Historic District, die Merritt School und die Sardis Baptist Church.

## Demographische Daten
Nach der Volkszählung im Jahr 2000 lebten im Bullock County 11.714 Menschen in 3.986 Haushalten und 2.730 Familien. Die Bevölkerungsdichte betrug 7 Einwohner pro Quadratkilometer. Ethnisch betrachtet setzte sich die Bevölkerung zusammen aus 25,25 Prozent Weißen, 73,11 Prozent Afroamerikanern, 0,38 Prozent amerikanischen Ureinwohnern, 0,18 Prozent Asiaten, 0,02 Prozent Bewohnern aus dem pazifischen Inselraum und 0,37 Prozent aus anderen ethnischen Gruppen; 0,70 Prozent stammten von zwei oder mehr Ethnien ab. 2,75 Prozent der Bevölkerung waren spanischer oder lateinamerikanischer Abstammung.
Von den 3.986 Haushalten hatten 33,5 Prozent Kinder und Jugendliche unter 18 Jahren, die bei ihnen lebten. In 35,5 Prozent lebten verheiratete, zusammen lebende Paare, 28,2 Prozent waren allein erziehende Mütter, 31,5 Prozent waren keine Familien, 28,9 Prozent aller Haushalte waren Singlehaushalte und in 12,3 Prozent lebten Menschen im Alter von 65 Jahren oder darüber. Die Durchschnittshaushaltsgröße betrug 2,56 und die durchschnittliche Familiengröße betrug 3,13 Personen.
26,1 Prozent der Bevölkerung waren unter 18 Jahre alt, 10,3 Prozent zwischen 18 und 24, 29,3 Prozent zwischen 25 und 44, 21,2 Prozent zwischen 45 und 64 und 13,2 Prozent waren 65 Jahre oder älter. Das Durchschnittsalter betrug 35 Jahre. Auf 100 weibliche Personen kamen 110,2 männliche Personen und auf Frauen im Alter von 18 Jahren und darüber kamen 113,4 Männer.
Das jährliche Durchschnittseinkommen eines Haushalts betrug 20.605 USD, das Durchschnittseinkommen einer Familie 23.990 USD. Männer hatten ein Durchschnittseinkommen von 22.560 USD, Frauen 19.069 USD. Das Prokopfeinkommen betrug 10.163 USD. 29,8 Prozent der Familien und 33,5 Prozent der Einwohner lebten unterhalb der Armutsgrenze.

## Orte im County
- Aberfoil
- Almeria
- Beans Crossroads
- Blues Old Stand
- Bruceville
- Chunnenuggee
- Corinth
- Cornerstone
- Enon
- Fitzpatrick
- Guerryton
- Hector
- High Ridge
- Hooks Crossroads
- Inverness
- Jamback
- Jenkins Crossroads
- Midway
- Mitchell
- Omega
- Ox Level
- Peachburg
- Perote
- Pickett
- Pine Grove
- Postoak
- Sardis
- Scottland
- Sedgefield
- Shopton
- Simsville
- Smuteye
- Suspension
- Tanyard
- Thompson
- Three Notch